# 83 Leonis Bc
83 Leonis Bc è un pianeta extrasolare che orbita attorno alla stella 83 Leonis B, stella secondaria di un sistema binario. È stato scoperto il 17 novembre 2010 da un team di astronomi con il metodo della velocità radiale.
Rispetto a 83 Leonis Bb, è più lontano dal pianeta, il semiasse maggiore dell'orbita è circa 5.4 U.A. ed impiega oltre 13 anni a compiere una rivoluzione attorno alla stella.
La sua massa è stimata in 0,36 masse gioviane, equivalenti a 114 volte la massa terrestre.